# 12号密西西比州州道

12号密西西比州州道（英語：Mississippi Highway 12，MS12）是美国密西西比州北部的一条东西走向州道，全长198.7英里（319.8），西起密西西比河畔的霍蘭代爾以西接1号密西西比州州道（MS1），东至哥伦布东北接18号阿拉巴马州州道（SR8）。